# Ocotea dominicana
Ocotea dominicana là loài thực vật có hoa trong họ Nguyệt quế. Loài này được (Meisn.) HOWARD miêu tả khoa học đầu tiên năm 1981.